# Альмолоя
Альмолоя (исп. Almoloya) — посёлок в Мексике, входит в штат Идальго. Население 10 290 человек (на 2000 год).

## История
Город основан в 1936 году.